# ZootFly
ZootFly — словенская студия, специализирующаяся на разработке компьютерных игр, работавшая в 2002—2013 годах. Входила в Международную ассоциацию разработчиков игр (IGDA).
В 2013 году была приобретена производителем оборудования для казино Interblock.

## История
ZootFly была основана в декабре 2002 года в Любляне, Словения. В 2013 году ZootFly была выкуплена Йоком Пачечником за неназванную сумму, который объединил студию с Interblock, одним из ведущих производителей оборудования для казино.

## Игры
| Год  | Название                             | Платформы              | Издатель             |
| ---- | ------------------------------------ | ---------------------- | -------------------- |
| 2006 | Panzer Elite Action: Fields of Glory | Windows, Xbox          | JoWooD Productions   |
| 2007 | Panzer Elite Action: Dunes of War    | PS2, Xbox, Windows     | JoWooD Entertainment |
| 2010 | Prison Break: The Conspiracy         | Windows, Xbox 360, PS3 | Deep Silver          |
| 2012 | The Expendables 2: Videogame         | Xbox 360, PS3, Windows | Ubisoft              |
| 2013 | Narco Terror                         | Xbox 360, PS3, Windows | Deep Silver          |
| 2013 | Marlow Briggs and the Mask of Death  | Windows, Xbox 360      | 505 Games            |